# Ribera de Vallmarçana
La Ribera de Vallmarçana és un riu de la comarca del Conflent, a la Catalunya del Nord, que neix en el terme d'Escaró i discorre posteriorment pel de Serdinyà, on s'aboca en la Tet.

## Terme d'Escaró
La Ribera de Vallmarçana es forma per la unió del Còrrec del Grau de Llavanós, que prové del sector sud-oest del terme, amb el Còrrec de l'Orri, que ho fa del sud-est. La part alta d'aquest torrent és el Canal Llis, i abans de fusionar-se amb l'esmentat anteriorment, rep per l'esquerra el Còrrec de la Coma Negra. El primer, a més, hi aporta el Còrrec de les Espenades, i el segon, el Còrrec de la Coma. Un cop formada, al lloc on hi ha el salt d'aigua anomenat la Fou, la Ribera de Vallmarçana rep per l'esquerra els còrrecs de les Colomines i de les Pereres, després per la dreta el Còrrec de les Volades, passa a llevant del poble d'Escaró, on rep per la dreta el Còrrec dels Polls, i un bon tros més avall del poble rep per l'esquerra el Còrrec del Clot de Llívia i després per la dreta la Ribera d'Aituà. Just abans i després de rebre aquest darrer riu, la de Vallmarçana rep dos còrrecs amb el mateix nom: Còrrec de les Planes, i després per la dreta el Còrrec de les Vinyes. Després travessa el Bosc Comunal del Conflent. Tot seguit, rep per l'esquerra els còrrecs dels Bauços de les Planes i del Solà del Pere i per la dreta el de les Costes i, ja a prop del límit comunal, també per l'esquerra el Còrrec dels Bauços, amb el de l'Hortal. Després, a l'alçada de la Coma del Mas, fa durant un breu tram de termenal entre Escaró i Serdinyà.

## Terme de Serdinyà
Un cop del tot en terme de Serdinyà rep per la dreta el Torrent de Campestre, i ja no rep cap afluent important fins al lloc on s'aboca en la Tet, entre Joncet i Serdinyà.